# مقاطعة ليفي (فلوريدا)
مقاطعة ليفي هي مقاطعة في فلوريدا، بلغ عدد سكانها 40٬801  نسمة، في 2010، عاصمتها بريستول، فلوريدا، تبلغ مساحتها 3٬658 كيلومتر مربع.

## الموقع
تشترك في الحدود مع:
- مقاطعة جيلكريست (فلوريدا).

## التقسيمات الإدارية
- بريستول، فلوريدا.